# Sala (architecture)
Pour les articles homonymes, voir Sala.

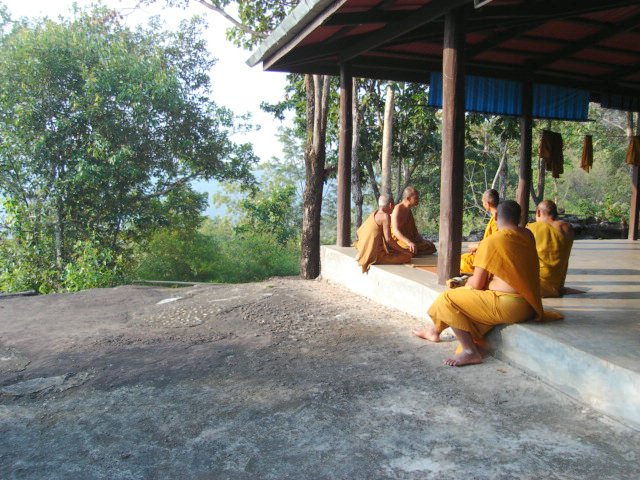
Enseignement à la sala, Sakhon Nakhon (Thaïlande), 2006

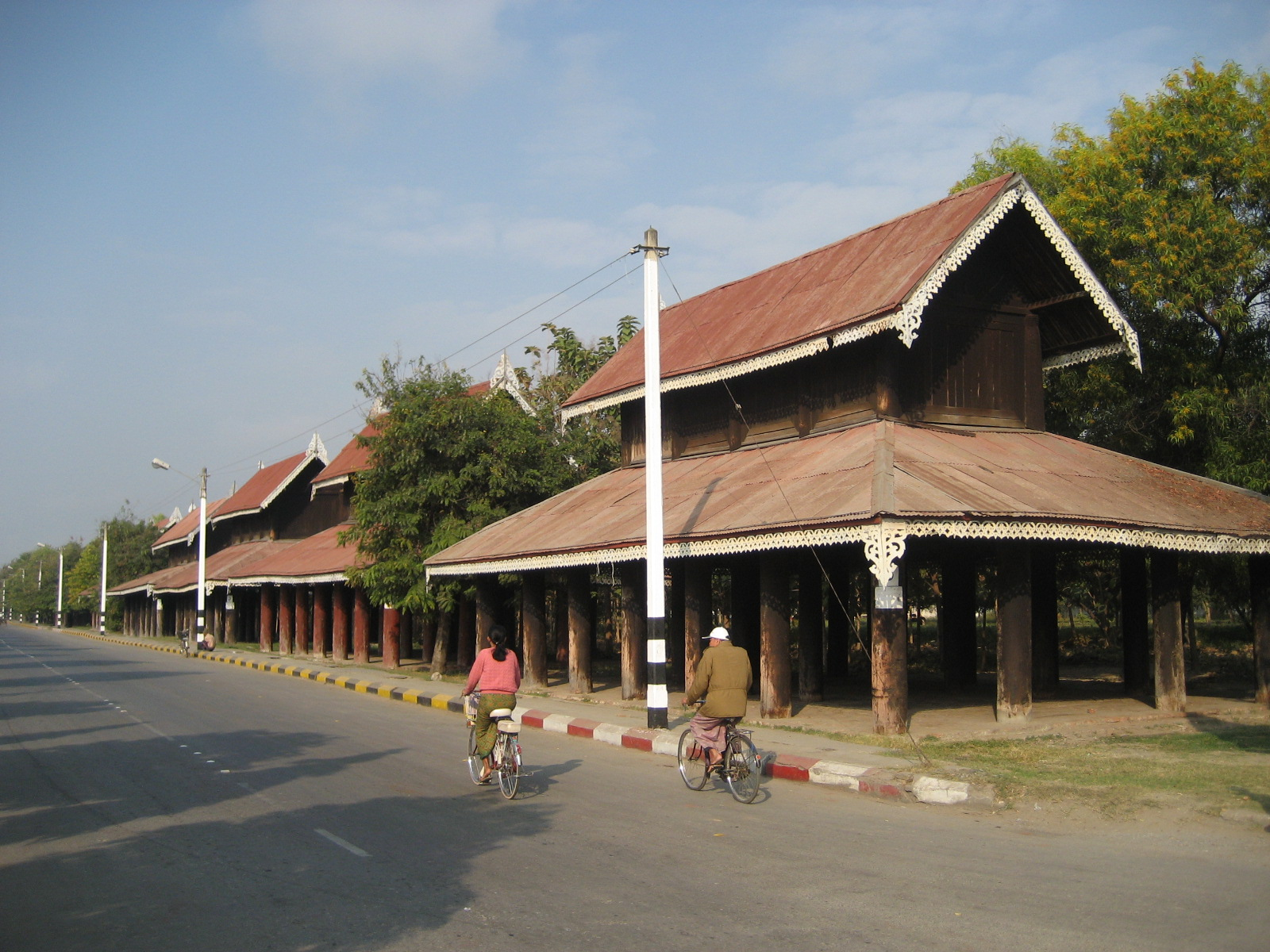
Les Thumada Zayats de Mandalay (Birmanie), construits par le roi Mindon Min en 1857.

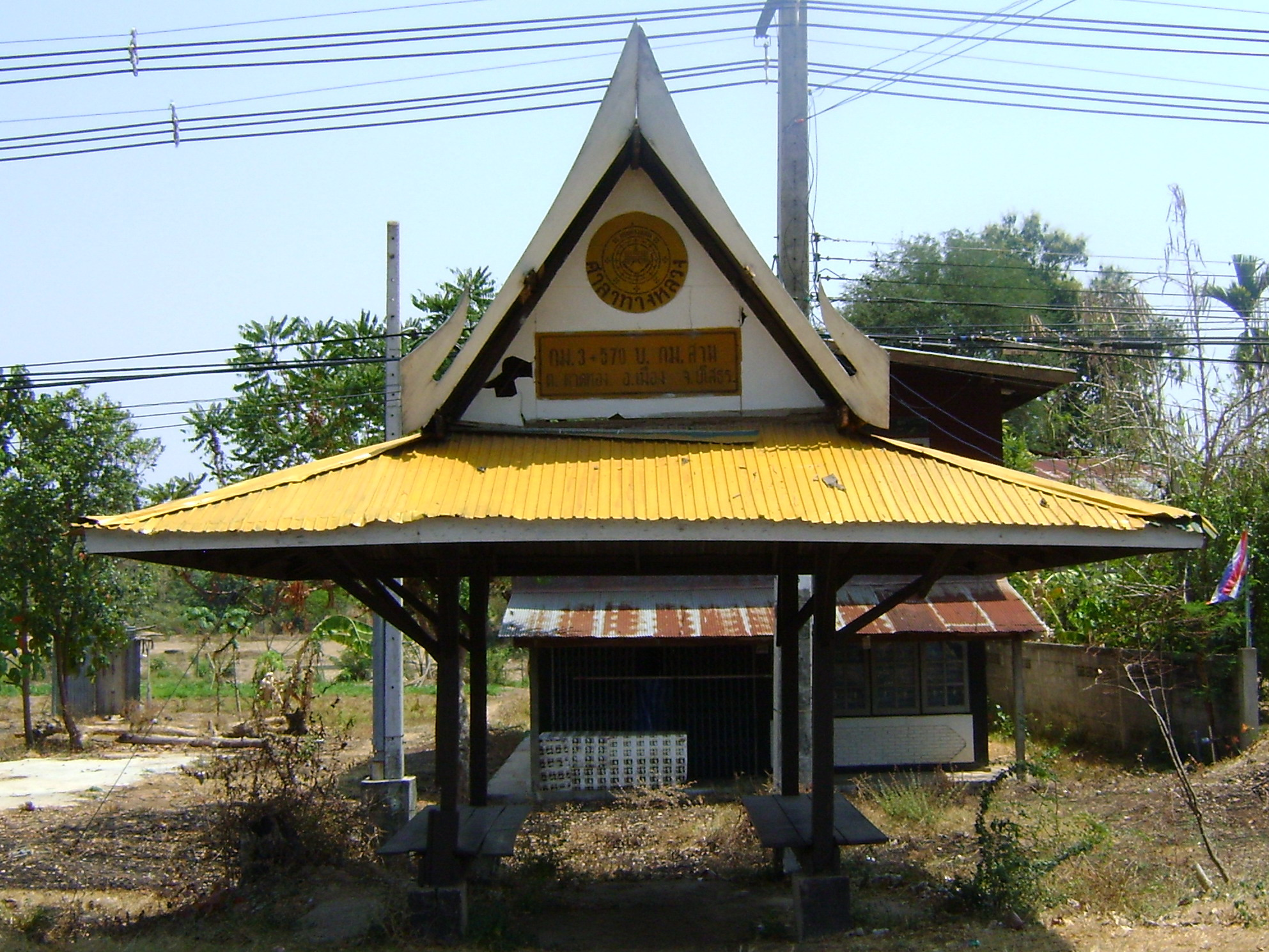
Cette sala rim thanon de Thaïlande sert d'arrêt d'autobus

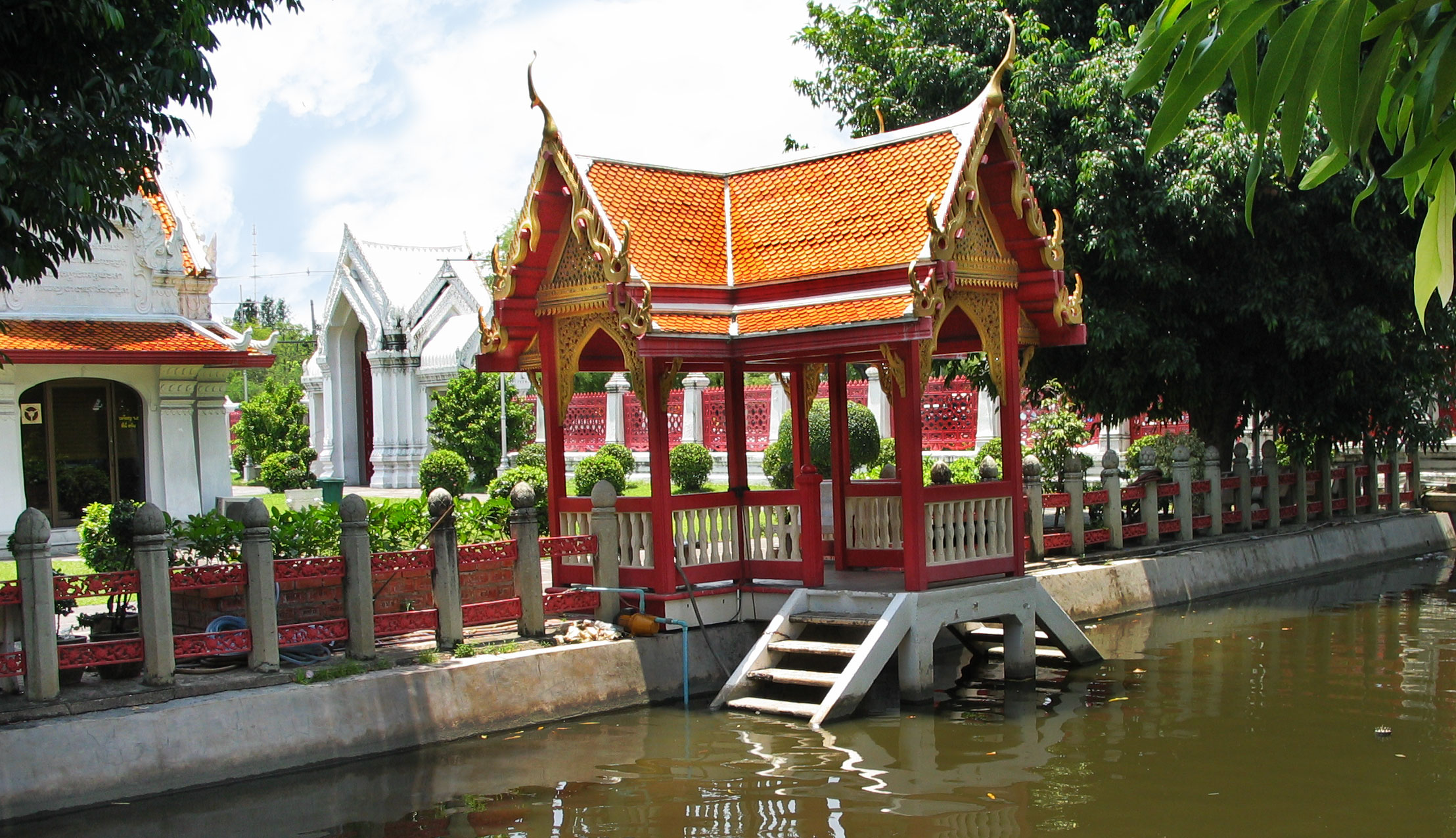
Sala thanam du Wat Benchama Bophit de Bangkok.

Une sala (thaï : ศาลา, khmer : សាលា) est un bâtiment léger d'Asie du Sud-Est habituellement présent dans les temples-monastères bouddhistes. Le terme est utilisé au Cambodge, au Laos et en Thaïlande. En Birmanie, le terme correspondant est zayat (birman : ဇရပ် MLCTS : ja. rap ; API : /zəjaʔ/). On en trouve dans presque tous les villages.

## Description
La sala, ou zayat, est un pavillon pour le repos, l'enseignement de la doctrine ou d'autres activités. Il comporte un toit soutenu par des colonnes et le plus souvent une plateforme basse, où peuvent se tenir les assistants. Il n'y a pas de murs. La construction est généralement en bois.

## Étymologie
Sala pourrait venir du portugais sala, signifiant « salle », ou du sanskrit shala (शाला).

## Usages
Les salas ou zayat servent principalement d'abri aux voyageurs, de lieu de réunion pour les moines bouddhistes et pour les villageois en diverses occasions. Ils sont bâtis dans la campagne (sala asai), le long des routes (sala rim thanon), au bord des cours d'eau (sala thanam ou pavillon d'eau) ou à proximité des temples (salawat).
Les contributions à ces constructions, puis à leur entretien, que ce soit sous forme financière ou de travail, sont considérées dans le bouddhisme theravada comme des dānas, des actions charitables méritoires. Pour cette raison, les salas et zayats sont souvent construits d'une façon plus coûteuse et solide que beaucoup d'habitations. Le travail est généralement fourni par les gens du cru, tandis que le financement est parfois d'origine extérieure,.